# Vanadium(III)-fluorid
Vanadium(III)-fluorid ist eine chemische Verbindung aus der Gruppe der Fluoride. Sie liegt in Form eines grauen bis grünen Pulvers vor.

## Gewinnung und Darstellung
Vanadium(III)-fluorid kann aus Vanadium(III)-oxid gewonnen werden. Dazu dient entweder die direkte Synthese durch Reaktion mit Fluorwasserstoff oder die Reaktion mit Ammoniumhydrogendifluorid und anschließende thermische Zersetzung des Hexaammoniumsalzes.
{\displaystyle \mathrm {V_{2}O_{3}\ +\ 6\ (NH_{4})HF_{2}\ \longrightarrow \ \ 2\ (NH_{4})_{3}VF_{6}\ +\ 3\ H_{2}O} }
{\displaystyle \mathrm {(NH_{4})_{3}VF_{6}\ {\xrightarrow {\Delta T}}\ \ 3\ NH_{3}\ +\ 3\ HF\ +\ VF_{3}} }
Weiterhin ist eine Synthese aus Vanadium(III)-chlorid und Fluorwasserstoff möglich.
{\displaystyle \mathrm {VCl_{3}\ +\ 3\ HF{\xrightarrow {\ }}\ 3\ HCl\ +\ VF_{3}} }

## Eigenschaften
Die Kristallstruktur (trigonal, Raumgruppe R3c (Raumgruppen-Nr. 167), a = 516,8 pm, c = 1343,8 pm) von Vanadium(III)-fluorid besteht aus gegeneinander gekippten und nach allen Richtungen des Raumes hin eckenverknüpften Oktaedern. Bei Kontakt mit Natronlauge färbt sich Vanadium(III)-fluorid schwarz.

## Verwendung
Durch Reaktion mit Sauerstoff kann Vanadium(V)-oxidtrifluorid gewonnen werden.
{\displaystyle \mathrm {2\ VF_{3}+O_{2}\longrightarrow 2\ VOF_{3}} }